# Sijawasz Szafizade
Sijawasz Szafizade (pers. ‏سیاوش شفیع زاده‎, ur. 30 marca 1944) – irański zapaśnik walczący w stylu klasycznym. Olimpijczyk z Tokio 1964, gdzie odpadł w eliminacjach w kategorii 57 kg.
Czwarty na mistrzostwach świata w 1967 roku. 